# Кандърше (община Лития)
Вижте пояснителната страница за други значения на Кандърше.
Кандърше (на словенски: Kandrše; на немски: Kandersche) е село в Словения, регион Средна Словения, община Лития. Според Националната статистическа служба на Република Словения през 2015 г. селото има 3 жители.